# Шпайер
Шпа́йер, устар. Шпе́йер (нем. Speyer, пфальц. Schbaija) — город земельного подчинения в Германии, в земле Рейнланд-Пфальц, на Рейне (регион Рейн-Неккар). Население — около 50 тысяч человек.

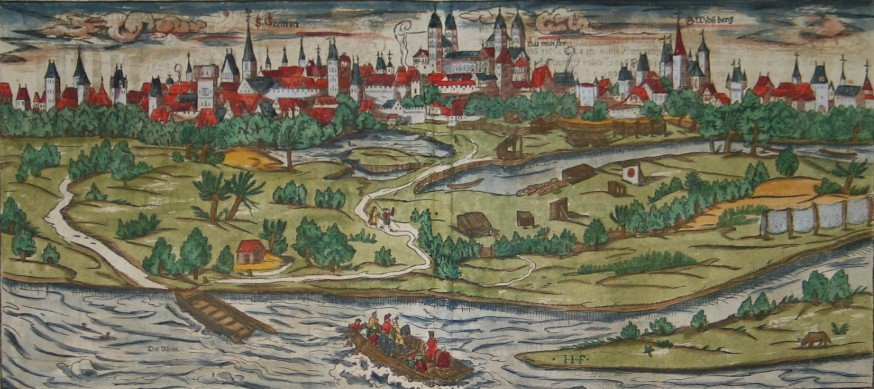
Шпайер на карте из базельского издания «Космографии» Себастиана Мюнстера 1588 года

## Название
Археологические данные позволяют предполагать, что город был населён кельтами 500 лет до н. э., сначала носил название Новиомаг (Noviomagus), позднее, в эпоху римлян, город был известен под именем Аугуста Неметум и Цивитас Неметум (город племени неметов), по имени германского племени, населявшего эту область. В VI веке город получил имя Спира (Spira) от названия реки Шпайербах (Speyerbach), протекающей через город.
В Средние века Шпайер имел важное стратегическое и экономическое значение, получив в 1294 году статус Вольного Имперского города.

## География
Шпайер расположен на Верхнерейнской низменности в 20 км к югу от Людвигсхафена и Маннхайма и в 34 км к северу от Карлсруэ, на месте впадения реки Шпайербах в Рейн. На противоположной стороне, соответственно, к востоку от реки расположено поселение Зигельхайн (Siegelhain), которое может быть отнесено к Хоккенхайму.

## История
- 10 до н. э. — основание римского военного лагеря на территории Шпайера.
- 346 — первое упоминание епископа города.
- 496 до 506 — первое появление имени «Спира».
- 1030 — император Священной Римской империи Конрад II начинает сооружение Шпайерского собора. На сей день это — самая большая сохранившаяся церковь в романском стиле, с 1981 года — объект всемирного культурного наследия ЮНЕСКО.
- 1076 — император Генрих IV совершает из своей столицы Шпайера знаменитый поход в Каноссу.
- 1096 — известный еврейский погром во время первого крестового похода.
- 1294 — Шпайер теряет свои бывшие столичные права и отныне вольный город Священной Римской империи.
- 1526 — в городе проходит Первый Шпейерский рейхстаг.
- 1529 — на съезде в Шпайере представители лютеранских немецких княжеств выражают протест против анти-реформационной резолюции. Отсюда понятие протестантизм.
- 1689 — город сильно разрушен французскими отрядами.
- Между 1792 и 1814 Шпайер находится под французским управлением.
- 1910 — открыт Исторический музей Пфальца
- 1990 — Шпайер празднует своё 2000-летие.
- 1991 — Музей техники в Зинсхайме открывает свой филиал в Шпайере.

## Административное устройство
Идентификационный код субъекта самоуправления — 07 3 18 000. Город подразделяется на четыре городских района.

## Города-побратимы
- Курск (Россия)
- Шартр (Франция)
- Равенна (Италия)
- Гнезно (Польша)
- Явне (Израиль)
- Каренгера (Руанда)

## Фотографии

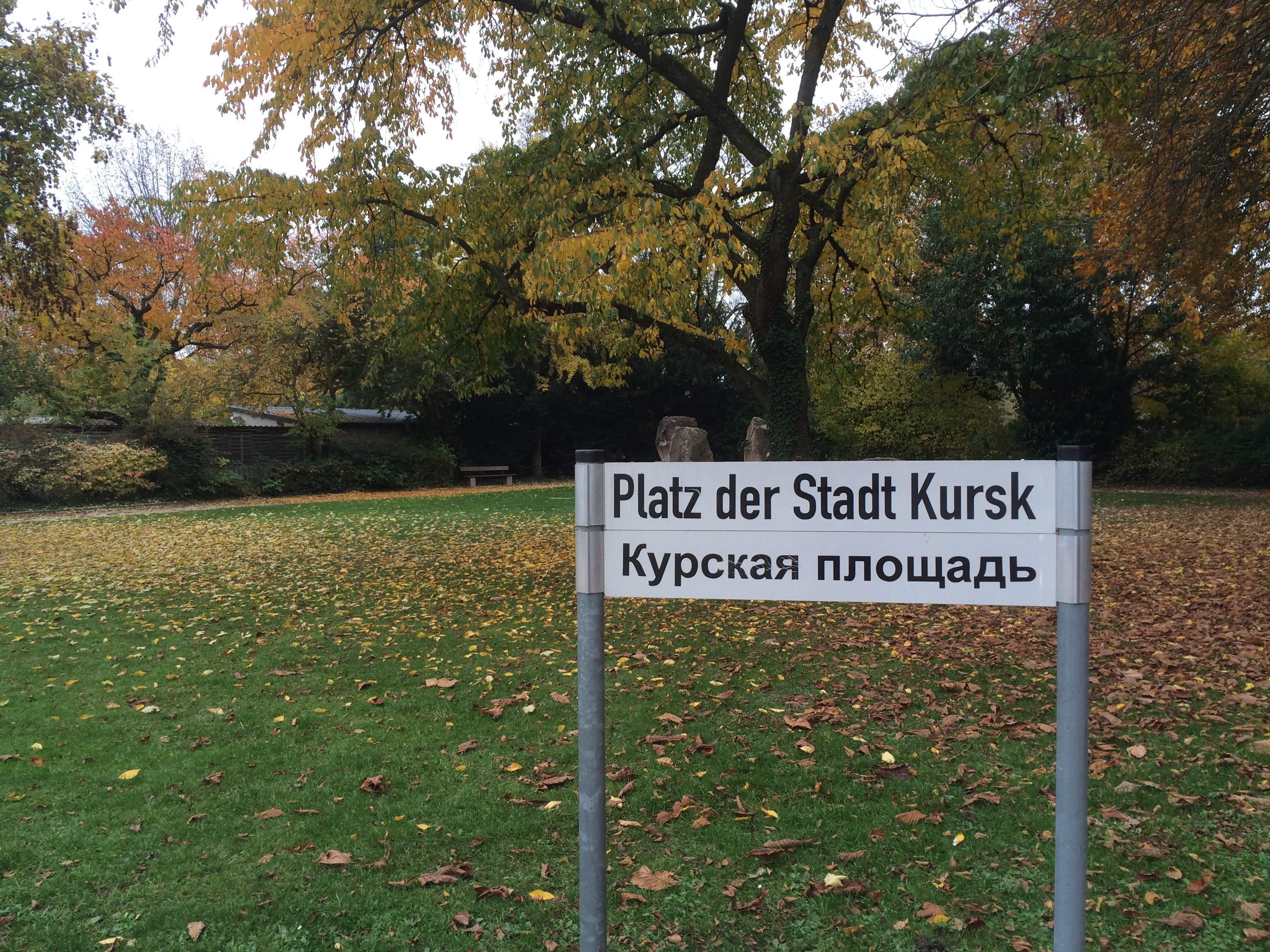
Курская площадь в 2015 году

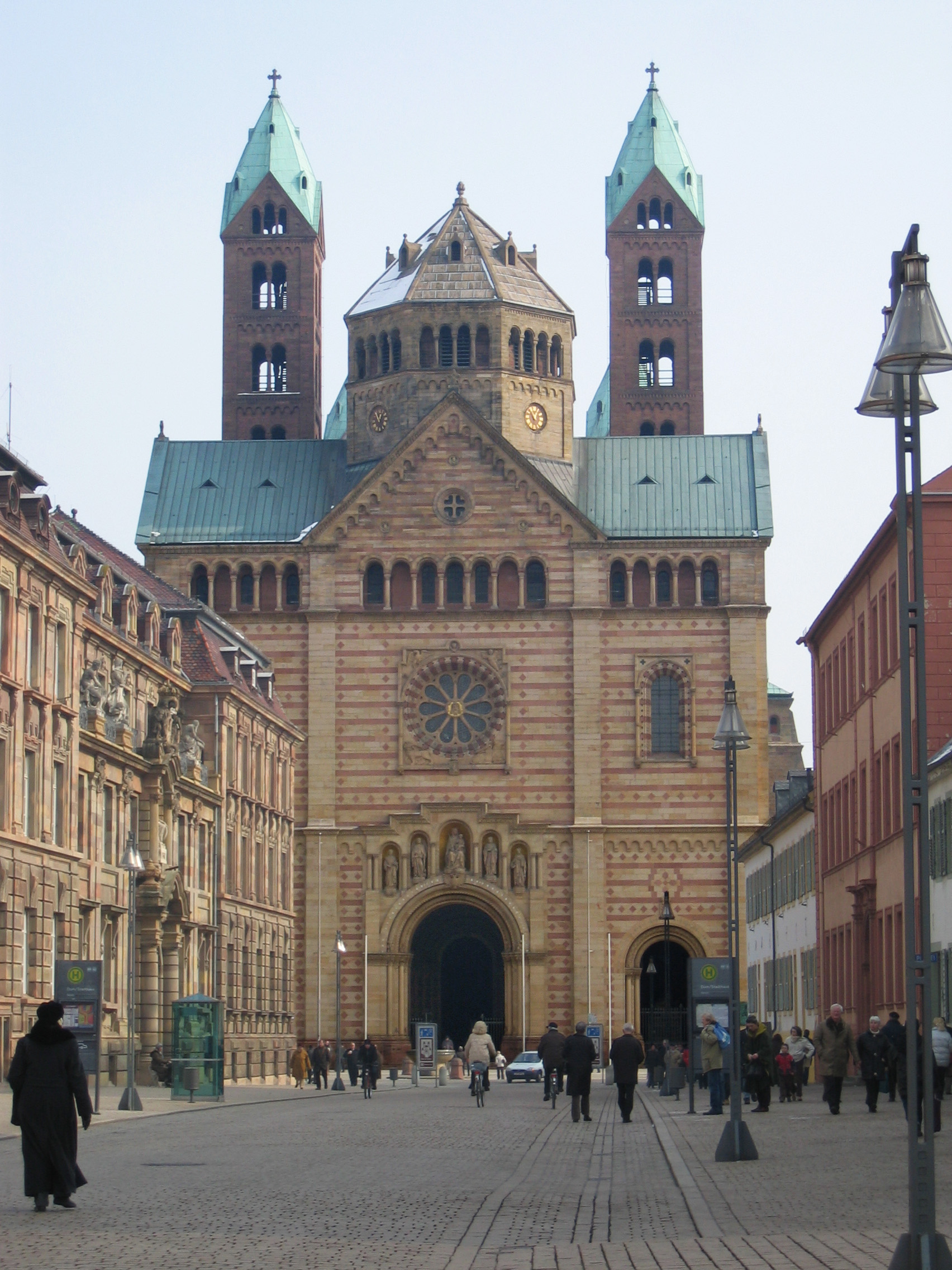
Шпайерский собор
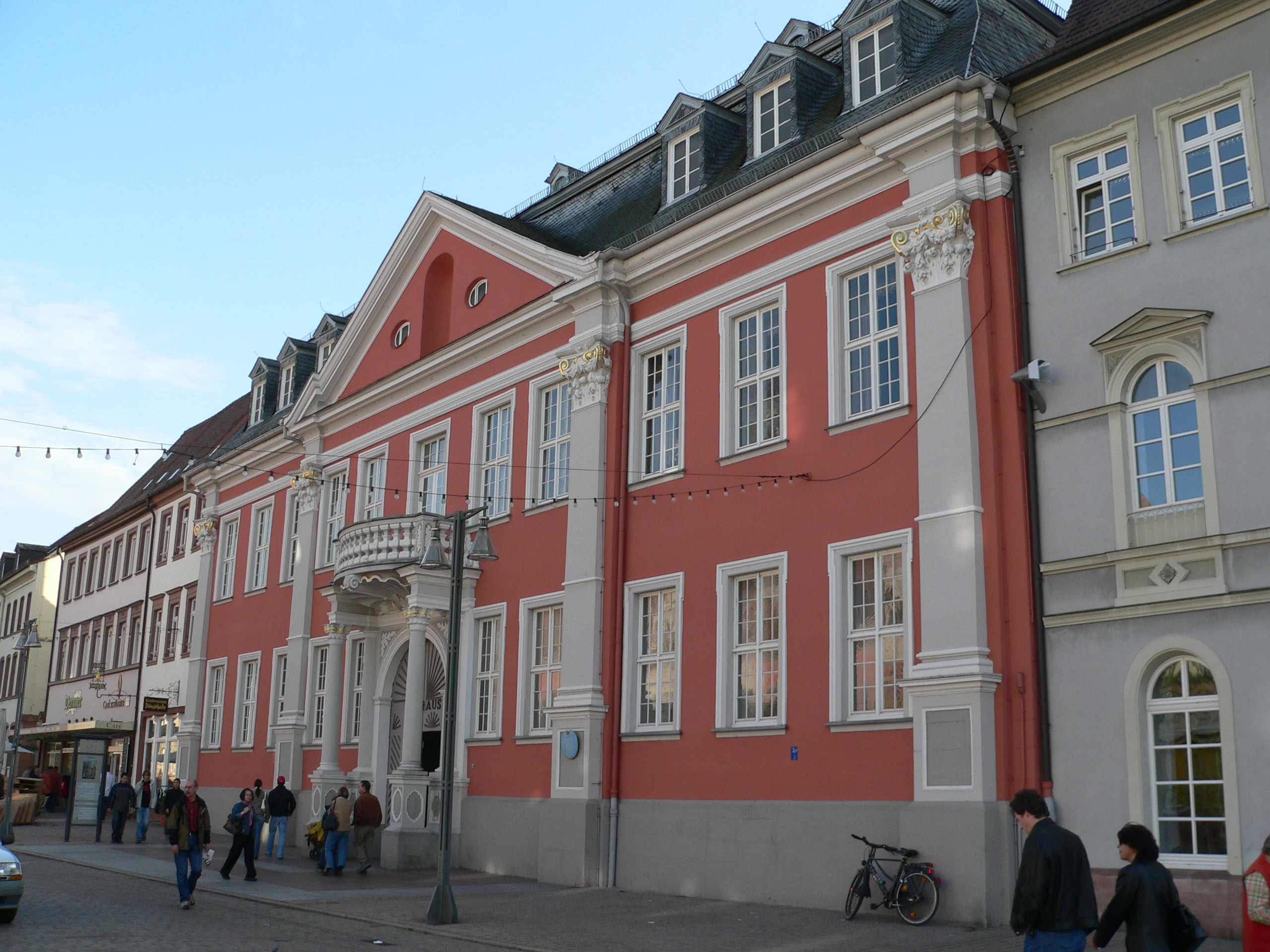
Ратуша
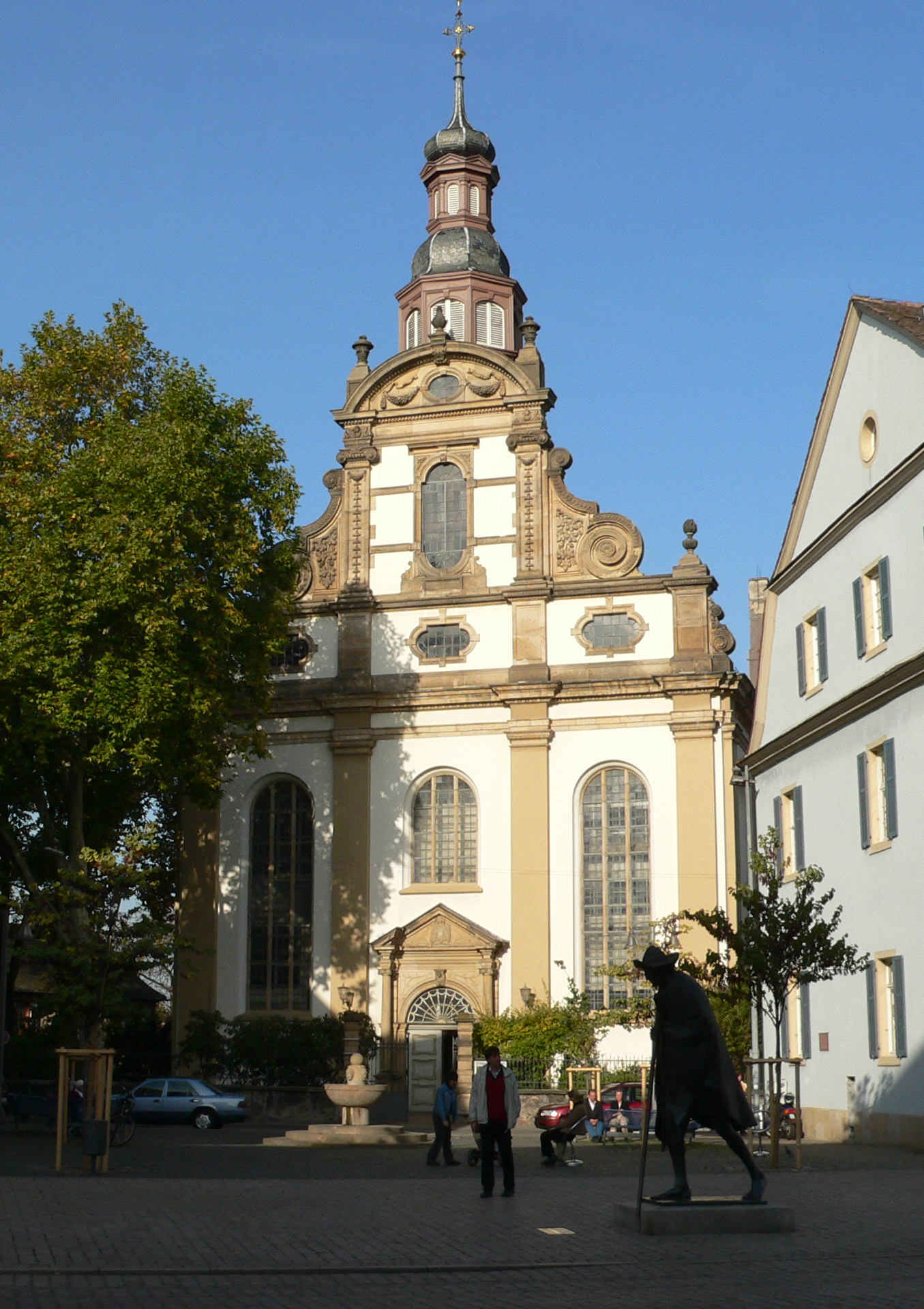
Троицкий собор
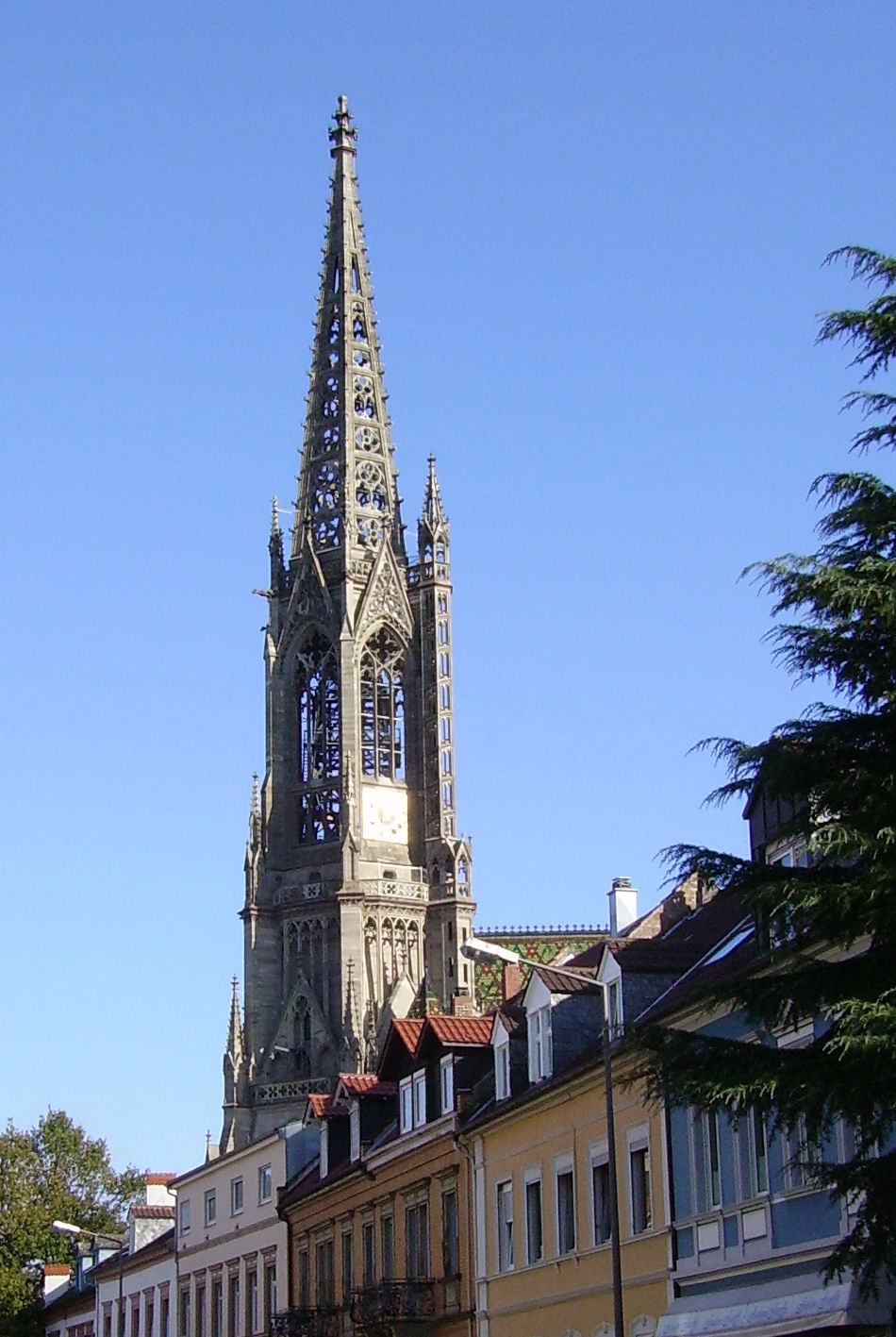
Мемориальная церковь Протестации